# Francisco Ugarte
Francisco Jorge Ugarte (Santiago, 21 maart 1959) is een voormalig profvoetballer uit Chili, die speelde als middenvelder. Na zijn actieve loopbaan stapte hij het trainersvak in. In 2003 werd hij spelersmakelaar.

## Clubcarrière
Ugarte speelde clubvoetbal in Chili, Griekenland en België. Hij beëindigde zijn loopbaan in 2000.

## Interlandcarrière
Ugarte speelde zes officiële interlands voor Chili. Hij maakte zijn debuut in de vriendschappelijke uitwedstrijd tegen Brazilië (2-1 nederlaag) op 9 december 1987 in Uberlândia, net als Rubén Ignacio Martínez, Gustavo Huerta, Manuel Pedreros en Leonel Pedreros.

## Erelijst
Cobresal
- Copa Chile

1987